# Éverton Cardoso da Silva
Éverton Cardoso da Silva, mais conhecido apenas como Éverton (Nortelândia, 11 de dezembro de 1988), é um futebolista brasileiro que atua como ponta-esquerda. Atualmente está sem clube.

## Carreira

### Paraná Clube
Éverton começou sua vida no futebol aos 13 anos de idade, quando ingressou nas divisões de base do Paraná. Cinco anos mais tarde, em 2007, foi destaque na Copa São Paulo de Juniores. Zetti, então treinador do time principal do Paraná, tratou logo de promovê-lo aos profissionais. Durante a disputa do Campeonato Brasileiro de 2007 foi convocado para Seleção Brasileira Sub-20, que disputou o Campeonato Mundial, em julho de 2007, no Canadá. Tendo se destacado nesta competição, atraiu o interesse do Internacional, contudo, o Paraná conseguiu mantê-lo até o fim da temporada. Rebaixado para Série B, naquele mesmo ano de 2007, o clube paranaense cedeu Éverton ao Flamengo.

### Flamengo
Em sua partida de estreia pelo Flamengo, contra o Fluminense, Éverton teve uma atuação brilhante e foi muito elogiado. Contudo, suas partidas seguintes foram decepcionantes e, com isso, ele acabou indo parar na reserva.

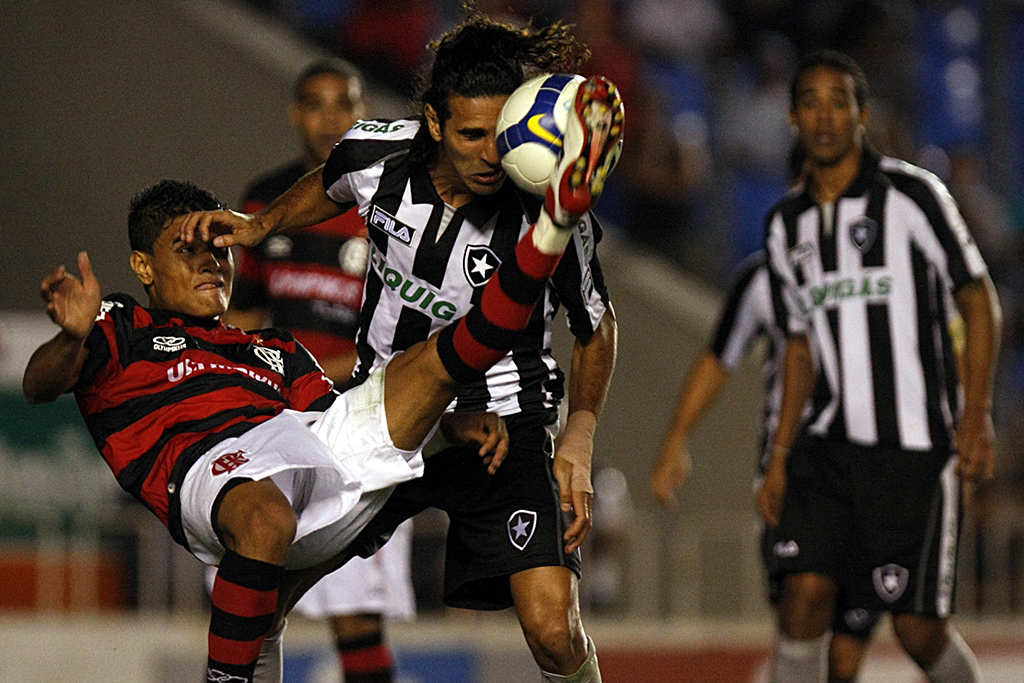
Éverton atuando pelo Flamengo no Brasileirão de 2009.

Em 2009, Éverton continuou no clube mas sem conseguir convencer o até então técnico Cuca de que merecia uma vaga de titular. Com o tempo, Everton se mostrou importante peça para o time por sua versatilidade, tendo substituído diversos jogadores em posições diferentes durante o ano. Mesmo assim, entre os reservas, conseguiu seu primeiro título na carreira com a conquista do Campeonato Carioca.
No Brasileirão, com a lesão do lateral-esquerdo Juan, o jogador assumiu a posição de titular improvisado na ala esquerda e agradou toda a torcida. Mesmo com a recuperação do titular Juan, ele continuava dono da posição até sofrer uma série lesão que quase o afasta dos gramados até o final daquela temporada. Mesmo assim, conseguiu se recuperar a tempo e participou da vitória de 2 a 1 sobre o Grêmio, que garantiu a sexta conquista da competição ao Flamengo.
Ao final do ano, o jogador chegou a ser oferecido ao Palmeiras em troca de Vágner Love, que interessava ao clube carioca e que estava insatisfeito no clube paulista.

### Tigres
Já em 2010, o jogador acabou acertando sua transferência para o México para defender o Tigres UANL por uma proposta de aproximadamente 10 milhões de reais. Em 17 de novembro do mesmo ano de sua chegada, o Tigres anunciou que não teria planos para contar com o futebol de Éverton para o ano seguinte, portanto, anunciou sua dispensa do clube.

### Botafogo
Em janeiro de 2011, acertou com o Botafogo, por empréstimo de uma temporada. Seu único gol marcado pelo fogão, foi no Campeonato Carioca 2011, diante do Nova Iguaçu.

### Suwon Samsung Bluewings
Em 2012, Éverton voltou ao Tigres-MEX e acertou o empréstimo de um ano para o Suwon Samsung Bluewings, da Coreia do Sul.

### Atlético Paranaense
Foi emprestado para o Atlético Paranaense em 2013, por uma temporada. Fez uma boa temporada com o time do Paraná, consolidou-se como um dos melhores jogadores do time, que conseguiu o vice-campeonato da Copa do Brasil de 2013, vencida pelo seu antigo clube o Flamengo, além de conseguir vaga na pré-libertadores da América 2014, após terminar o Campeonato Brasileiro na terceira posição.

### Retorno ao Flamengo
Em dezembro de 2013, após serem divulgados que diversos times estavam interessados em contar com seu futebol, o Flamengo agiu rápido e anunciou a volta do jogador ao clube, assinando um contrato válido por quatro temporadas.

#### 2014
Everton retornou ao clube sem grande alarde, apesar de ter tido uma boa passagem pelo Atlético Paranaense (seu clube anterior), e foi considerado uma contratação para compor elenco. A despeito disso, Éverton se mostrou uma excelente aposta e logo conquistou a titularidade. Passando a atuar muito mais como meia-atacante do que como lateral-esquerdo, o jogador foi decisivo para o time que escapou da degola em 2014 e ainda esteve nas semifinais da Copa do Brasil.
Sua reestreia pelo Flamengo se deu do mesmo jeito que estreou, num Fla-Flu em que o Rubro-Negro perdeu por 3 a 0. Contra o Resende, Éverton marcou seu primeiro gol em seu retorno ao Flamengo. O jogo terminou 3 a 0 pro Flamengo.
Voltou a marcar na vitória por 3 a 1 diante do Emelec em partida válida pela Copa Libertadores. Diante do Bolívar marcou dois gols no empate por 2 a 2, novamente em partida válida pela Copa Libertadores.
No dia 17 de agosto, Éverton marcou o gol da vitória por 1 a 0 diante do Coritiba em partida válida pelo Campeonato Brasileiro. Marcou novamente em 24 de setembro de 2014 no empate por 2 a 2 contra o São Paulo, em partida válida pelo Campeonato Brasileiro.
Ainda em 2014, Éverton chegou a 100 jogos pelo Flamengo em um empate por 1 a 1 diante do Criciúma em partida válida pelo Campeonato Brasileiro. Na rodada seguinte do Brasileirão, Éverton marcou na goleada por 4 a 0 diante do Vitória.

#### 2015
No clássico diante do Vasco da Gama, Éverton voltou a marcar pelo Flamengo na vitória por 1 a 0 em partida válida pelo Torneio Super Series realizado em Manaus. Marcou novamente na goleada por 5 a 1 diante da Cabofriense em partida válida pelo Campeonato Carioca, Éverton ainda deu o passe para o gol do atacante Eduardo.
Em outubro de 2015, Éverton foi punido pelo clube após participar de uma festa, que contou com a presença dos também jogadores rubro-negros Alan Patrick, Pará, Marcelo Cirino e Paulinho. Este grupo de jogadores ficou conhecido como "Bonde da Stella". O clube não vinha bem no campeonato, e por isso eles foram multados pelo clube, e ficaram marcados pela torcida, que passaram a vaiá-los nos jogos subsequentes.
Por conta desse episódio, chegou-se a cogitar a saída do Éverton do clube para 2016, porém o técnico Muricy Ramalho solicitou sua permanência no clube

#### 2016
No Brasileirão 2016 voltou a marcar em clássicos, no empate Rubro negro em 3 a 3 contra o Botafogo, seu ex time.
No dia 31 de agosto, na partida de volta contra o Figueirense na Copa Sul-Americana, Éverton, com uma boa atuação, ajudou a equipe a classificar para a próxima fase revertendo uma desvantagem de 2 gols. Éverton foi o autor do primeiro gol, que foi uma pintura. Com uma cavadinha, ele encobriu o goleiro. Este gol participou de uma enquete promovida pelo programa "É Gol!!!", da SporTV, como o gol mais bonito do dia. O próprio Everton considerou este como o gol mais bonito de sua carreira no Flamengo:
| “ | "Com certeza foi o gol mais bonito que fiz pelo Flamengo. Chegaram a dizer que foi sem querer, mas é só o olhar o lance e ver que nem olho para a área para cruzar (risos)." | ” |

Éverton terminou o Brasileirão-16 na 2a posição entre os jogadores ofensivos com mais desarmes no campeonato, atrás apenas do Keno.

#### 2017
Seu primeiro gol em 2017 pelo Fla, foi contra o Grêmio, fazendo o primeiro gol do confronto em que ficou 2 a 0 para os rubro-negros em partida válida pela Primeira Liga. No jogo seguinte contra o Botafogo, Everton atingiu a marca de 200 jogos pelo Rubro-Negro em que marcou o gol da vitória por 2 a 1 em partida válida pelo Campeonato Carioca. Com a vitória o Flamengo se classificou para a próxima fase da Taça Guanabara com 100% de aproveitamento e eliminando o rival Botafogo.
Na final da Taça Guanabara no clássico contra o Fluminense, Everton marcou o gol da virada rubro-negra por 2 a 1. Mas depois a partida acabou ficando 3 a 3, e nos pênaltis o Flu acabou levando a melhor.
Na primeira partida da final do Carioca contra o Fluminense no Maracanã, Everton foi decisivo fazendo o gol da vitória no Fla-Flu] por 1 a 0, aproveitando a falha do zagueiro Renato Chaves. E esse foi o seu 30.º gol com a camisa Rubro-negra. E no último jogo da final o Flamengo ganhou de virada por 2 a 1 e Everton se sagrou campeão carioca pela terceira vez no Rubro-negro.
Na décima segunda rodada do Campeonato Brasileiro Everton foi decisivo marcando o gol da vitória Rubro-Negra, único gol na partida contra o Vasco da Gama, ajudando o Flamengo a quebrar um jejum de 44 anos sem vitórias em São Januário.
Na primeira partida do Fla-Flu nas quartas de finais pela Copa Sul-Americana no Maracanã,  Everton foi novamente decisivo, marcando o gol da vitória Rubro Negra por 1 a 0, ajudando o time a se classificar para a próxima fase da competição. Terminou o ano em alta, como um dos principais jogadores do Flamengo. Jogou 56 partidas, marcou 10 gols e deu 13 assistências.

### São Paulo
No dia 17 de abril de 2018, assinou por três temporadas com o São Paulo, com possibilidade de renovação por mais um ano.
Fez sua estreia pela segunda rodada do Campeonato Brasileiro, no empate em 0–0 com o Ceará.
Marcou seu primeiro gol no empate em 2–2 com o Atlético Mineiro, no Morumbi.

### Grêmio
Em 18 de agosto de 2020 acertou com o Grêmio, que em troca, cedeu o atacante Luciano ao São Paulo, recebeu no time gaúcho a camisa 11, antes pertencente ao seu xará Everton, recém transferido ao Benfica.
Marcou seu primeiro gol com a camisa do Grêmio na vitória por 2-0 sobre o Caxias, pela final do Campeonato Gaúcho.

### Cuiabá
Everton foi apresentado pelo Cuiabá em 24 de janeiro de 2022, chegando por empréstimo do Grêmio até o fim do ano para as disputas do Campeonato Mato-Grossense, Copa do Brasil, Copa Sul-Americana, Copa Verde e Campeonato Brasileiro, porém  depois de um bom início de temporada, acabou perdendo espaço preferindo então sair do clube encerrando sua passagem com 19 jogos, um gol e quatro assistências.

### Ponte Preta
Em 1.º de agosto de 2022, Everton foi anunciado como jogador da Ponte Preta, emprestado pelo Grêmio até o fim da Série B do Brasileirão. Treze dias depois, ele sofreu uma lesão ligamentar no tornozelo esquerdo em partida contra o Brusque e teve de ser submetido a um procedimento cirúrgico.

## Seleção Brasileira
Em 2007, Éverton foi convocado pelo treinador Nelson Rodrigues para a Seleção Brasileira Sub-20.

## Estatísticas
Até 9 de dezembro de 2020.

### Clubes
| Clube               | Temporada         | Campeonato nacional | Campeonato nacional | Campeonato nacional | Copa nacional[a] | Copa nacional[a] | Copa nacional[a] | Competições continentais[b] | Competições continentais[b] | Competições continentais[b] | Outros torneios[c] | Outros torneios[c] | Outros torneios[c] | Total | Total | Total   |
| Clube               | Temporada         | Jogos               | Gols                | Assist.             | Jogos            | Gols             | Assist.          | Jogos                       | Gols                        | Assist.                     | Jogos              | Gols               | Assist.            | Jogos | Gols  | Assist. |
| ------------------- | ----------------- | ------------------- | ------------------- | ------------------- | ---------------- | ---------------- | ---------------- | --------------------------- | --------------------------- | --------------------------- | ------------------ | ------------------ | ------------------ | ----- | ----- | ------- |
| Paraná              | 2007              | 29                  | 2                   | 2                   | —                | —                | —                | —                           | —                           | —                           | 0                  | 0                  | 0                  | 29    | 2     | 2       |
| Paraná              | 2008              | 17                  | 2                   | 1                   | 4                | 0                | 0                | —                           | —                           | —                           | 0                  | 0                  | 0                  | 21    | 2     | 1       |
| Paraná              | Total             | 46                  | 4                   | 3                   | 4                | 0                | 0                | 0                           | 0                           | 0                           | 0                  | 0                  | 0                  | 50    | 4     | 3       |
| Tigres UANL         | 2009–10           | 8                   | 0                   | 0                   | —                | —                | —                | —                           | —                           | —                           | —                  | —                  | —                  | 8     | 0     | 0       |
| Tigres UANL         | 2010–11           | 7                   | 0                   | 1                   | —                | —                | —                | —                           | —                           | —                           | —                  | —                  | —                  | 7     | 0     | 1       |
| Tigres UANL         | Total             | 15                  | 0                   | 1                   | 0                | 0                | 0                | 0                           | 0                           | 0                           | 0                  | 0                  | 0                  | 15    | 0     | 1       |
| Botafogo            | 2011              | 17                  | 0                   | 2                   | 6                | 0                | 1                | 1                           | 0                           | 0                           | 11                 | 1                  | 4                  | 35    | 1     | 7       |
| Botafogo            | Total             | 17                  | 0                   | 2                   | 6                | 0                | 1                | 1                           | 0                           | 0                           | 11                 | 1                  | 4                  | 35    | 1     | 7       |
| Samsung Bluewings   | 2012              | 29                  | 7                   | 0                   | 2                | 1                | 0                | —                           | —                           | —                           | —                  | —                  | —                  | 31    | 8     | 0       |
| Samsung Bluewings   | Total             | 29                  | 7                   | 0                   | 2                | 1                | 0                | 0                           | 0                           | 0                           | 0                  | 0                  | 0                  | 31    | 8     | 0       |
| Atlético Paranaense | 2013              | 33                  | 3                   | 4                   | 11               | 1                | 0                | —                           | —                           | —                           | 7                  | 0                  | 2                  | 51    | 4     | 6       |
| Atlético Paranaense | Total             | 33                  | 3                   | 4                   | 11               | 1                | 0                | 0                           | 0                           | 0                           | 7                  | 0                  | 2                  | 51    | 4     | 6       |
| Flamengo            | 2008              | 10                  | 0                   | 4                   | —                | —                | —                | —                           | —                           | —                           | —                  | —                  | —                  | 10    | 0     | 4       |
| Flamengo            | 2009              | 28                  | 2                   | 4                   | 3                | 0                | 0                | 2                           | 0                           | 1                           | 9                  | 2                  | 0                  | 42    | 4     | 5       |
| Flamengo            | 2014              | 28                  | 4                   | 3                   | 6                | 1                | 0                | 6                           | 3                           | 1                           | 9                  | 2                  | 0                  | 49    | 10    | 4       |
| Flamengo            | 2015              | 33                  | 4                   | 2                   | 4                | 0                | 1                | —                           | —                           | —                           | 15                 | 3                  | 2                  | 52    | 7     | 5       |
| Flamengo            | 2016              | 30                  | 3                   | 6                   | 1                | 0                | 0                | 1                           | 1                           | 0                           | 11                 | 1                  | 0                  | 43    | 5     | 6       |
| Flamengo            | 2017              | 27                  | 4                   | 7                   | 6                | 1                | 1                | 11                          | 1                           | 4                           | 13                 | 4                  | 1                  | 57    | 10    | 13      |
| Flamengo            | 2018              | —                   | —                   | —                   | —                | —                | —                | 2                           | 1                           | 0                           | 7                  | 2                  | 0                  | 9     | 2     | 0       |
| Flamengo            | Total             | 150                 | 17                  | 26                  | 20               | 2                | 2                | 22                          | 6                           | 6                           | 64                 | 14                 | 3                  | 262   | 39    | 37      |
| São Paulo           | 2018              | 27                  | 5                   | 6                   | —                | —                | —                | 2                           | 0                           | 0                           | —                  | —                  | —                  | 29    | 5     | 6       |
| São Paulo           | 2019              | 16                  | 1                   | 2                   | 2                | 0                | 0                | 2                           | 0                           | 0                           | 13                 | 1                  | 1                  | 33    | 2     | 3       |
| São Paulo           | 2020              | 0                   | 0                   | 0                   | 0                | 0                | 0                | 0                           | 0                           | 0                           | 8                  | 1                  | 0                  | 8     | 1     | 0       |
| São Paulo           | Total             | 43                  | 6                   | 8                   | 2                | 0                | 0                | 4                           | 0                           | 0                           | 21                 | 2                  | 1                  | 70    | 8     | 9       |
| Grêmio              | 2020              | 10                  | 0                   | 1                   | 4                | 0                | 0                | 3                           | 0                           | 0                           | 2                  | 1                  | 0                  | 19    | 1     | 1       |
| Grêmio              | Total             | 10                  | 0                   | 1                   | 4                | 0                | 0                | 3                           | 0                           | 0                           | 2                  | 1                  | 0                  | 19    | 1     | 1       |
| Total na carreira   | Total na carreira | 349                 | 37                  | 45                  | 49               | 4                | 3                | 30                          | 6                           | 6                           | 105                | 18                 | 10                 | 533   | 65    | 64      |

- a. ^ Jogos da Copa do Brasil e Copa FA
- b. ^ Jogos da Copa Sul-Americana e Copa Libertadores da América
- c. ^ Jogos do Campeonato Paranaense, Campeonato Carioca, Marbella Cup, Amistoso, Granada Cup, Super Series e Troféu Asa Branca

### Seleção Brasileira
Abaixo estão listados todos jogos e gols do futebolista pela Seleção Brasileira, desde as categorias de base. Abaixo da tabela, clique em expandir para ver a lista detalhada dos jogos de acordo com a categoria selecionada.
Sub-20
| Ano   |       |      |         |       |
| Ano   | Jogos | Gols | Assist. | Média |
| ----- | ----- | ---- | ------- | ----- |
| 2007  | 2     | 0    | 0       | 0     |
| Total | 2     | 0    | 0       | 0     |

## Títulos
Flamengo
- Campeonato Brasileiro: 2009
- Campeonato Carioca: 2008, 2009, 2014, 2017
- Taça Guanabara: 2008, 2014, 2018
- Taça Rio: 2009
- Taça Rádio Globo 70 Anos: 2014
- Torneio Super Clássicos: 2014, 2015
- Torneio Super Series: 2015
- Troféu Carlos Alberto Torres: 2017

Grêmio
- Campeonato Gaúcho: 2020, 2021
- Recopa Gaúcha: 2021
- Taça Francisco Novelletto: 2020

Cuiabá
- Campeonato Mato-Grossense: 2022

### Artilharias
- Torneio Super Series: 2015 (1 gol)